# Mondes possibles
Pour les articles homonymes, voir Mondes possibles (homonymie).

Le triangle de Penrose, un objet impossible… dans notre monde.

Exemple de construction du triangle de Penrose dans la réalité (cassure).

Les théories des mondes possibles sont des théories élaborant la possibilité qu'existent d'autres mondes que le nôtre. Elles sont issues de la sémantique de Kripke qui est à l'origine de nombreuses réflexions métaphysiques. D'abord théorisé par Leibniz, le concept de « mondes possibles » a fait l'objet d'un intérêt renouvelé, au XXe siècle, grâce aux travaux de la logique modale, portant sur la nécessité, la possibilité et la contingence, et en particulier grâce à la sémantique des mondes possibles développée dans les années 1950 par Saul Kripke, Stig Kanger et Jaakko Hintikka. À partir de cette sémantique, on a théorisé une métaphysique des mondes possibles, dans laquelle plusieurs positions théoriques s'opposent concernant la réalité ou statut ontologique des mondes possibles, et leur utilité théorique. Parmi ceux qui acceptent les formulations des mondes possibles comme manière d'exprimer les propositions de la logique modale, certains (David Lewis) accordent une réalité concrète à ces mondes possibles, tandis que d'autres (Robert Stalnaker (en), Robert Adams, Alvin Plantinga, Saul Kripke, Peter van Inwagen) les considèrent uniquement comme des abstractions. La théorie des mondes possibles ne doit pas être confondue avec la théorie des mondes multiples de la mécanique quantique.

## Les mondes possibles de Leibniz
Selon Leibniz, Dieu possède dans son entendement tous les mondes possibles et concevables, c'est-à-dire non contradictoires logiquement, mais choisit le meilleur des mondes possibles en fonction de l'optimum des biens et des maux. En vertu du principe de raison suffisante, le seul monde qui est porté à l'existence par la volonté primitive divine est le nôtre. Or, puisque Dieu veut le bien, il évalue soigneusement quantités de biens et de maux, et choisit donc de créer le meilleur des mondes possibles. Par conséquent, les autres mondes possibles n'ont pas d'existence, autre que logique.

## La sémantique des mondes possibles
L'univers des mondes possibles est associé avec la « sémantique de Kripke », bien que celle-ci puisse être utilisée pour d'autres modalités que la modalité aléthique (c'est-à-dire la valeur de vérité d'une proposition), par exemple lorsqu'il s'agit de logique déontique (portant sur les diverses formes de prescription et d'interdiction). Dans l'univers des mondes possibles, le modèle qui réalise la logique n'est pas constitué d'un seul ensemble, mais il se subdivise en « mondes » entre lesquels existe une relation d'accessibilité. Sachant qu'une modalité modifie une proposition en lui donnant une portée plus ou moins grande, cette relation d'accessibilité permet d'envisager les mondes où cette proposition modifiée par la modalité est encore valide. En langage formel, {\displaystyle v(A,w)} dénote ainsi la valeur de vérité de la proposition {\displaystyle A} dans le monde {\displaystyle w}.

### Différentes conceptions possibles des catégories modales

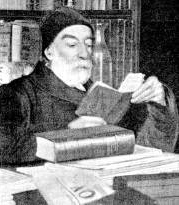
Charles Renouvier, inventeur de l'uchronie.

Les mondes possibles sont donc liés au statut modal des propositions. Ainsi, on peut définir les modalités de la manière suivante, bien que différentes conceptions de celles-ci soient possibles, en fonction de la relation d'accessibilité :
- une proposition vraie est une proposition qui est vraie dans le monde actuel (par exemple, « Léon Blum est devenu président du Conseil en 1936 ») ;
- une proposition fausse est une proposition qui est fausse dans le monde actuel (par exemple, « Nicolas Sarkozy est devenu président du Conseil en 1936 »)
- une proposition possible est une proposition qui est vraie dans au moins un monde possible (par ex, « Franklin Delano Roosevelt a été assassiné à Miami en 1933 » ; cela est vrai dans Le Maître du Haut Château de Philip K. Dick).
- une proposition contingente est une proposition qui est vraie dans certains mondes possibles et fausses dans d'autres (par ex, « Nicolas Sarkozy a été élu président en 2007 » est contingentement vrai, mais « Napoléon Ier a été président en 1981 » est contingentement faux)
- une proposition nécessairement vraie (ou proposition nécessaire) est vraie dans tous les mondes possibles (ce peut être une proposition analytique, telle que « 2 et 2 font 4 », ou « tous les célibataires sont non-mariés »);
- une proposition impossible (ou proposition nécessairement fausse) est une proposition vraie dans aucun monde (par exemple « Joe Dalton et Averell Dalton sont chacun plus grand que l'autre en même temps » : il s'agit en principe d'une contradiction logique).

Toutefois, il ne s'agit là que d'une définition possible, qui correspond à un langage modal standard. Les formules valables dépendent en effet des propriétés formelles de la relation d'accessibilité (R) : si R est réflexive, les formules valables sont les théorèmes de T (c'est-à-dire la logique modale ordinaire, développée par von Wright); si R est réflexive et transitive, les formules valables sont celles des théorèmes de S4 (ceux de C.I. Lewis et C.H. Langford), etc.. On peut ainsi élaborer différentes conceptions de la nécessité et de la possibilité, en fonction des structures différentes de l'ensemble des mondes possibles, c'est-à-dire des relations d'accessibilité (R). Ainsi, le système de Carnap (1947) est déjà une sémantique des mondes possibles, dans laquelle la relation R est universelle, c'est-à-dire que, contrairement à ce qu'on a chez Kripke, chaque monde est accessible à chacun des autres mondes ; la nécessité est alors comprise comme une proposition qui vaut dans toutes les descriptions d'états (Carnap suivant en ceci Leibniz).

### Modalités et quantification (Lewis)
Cette définition stipulative implique qu'une proposition nécessaire soit aussi une proposition possible, ainsi qu'une proposition vraie. De plus, il est possible de restreindre la portée de celles-ci à l'aide des quantificateurs: une proposition nécessaire est vraie dans tous les mondes possibles, ou dans tel ensemble déterminé des mondes possibles (par exemple, la loi universelle de gravitation est nécessaire dans tous les mondes possibles où elle est vraie). « Ainsi, tout comme la possibilité équivaut à une quantification existentielle sur les mondes, avec des modificateurs qui opèrent une restriction dans la portée des quantificateurs, la nécessité équivaut à la quantification universelle ». On peut considérer la modalité comme une quantification restreinte, à partir du point de vue d'un monde donné, par exemple le nôtre, à l'aide de relations d'accessibilité.
La modalité revient ainsi (mais pas seulement) à la quantification: pour reprendre l'exemple de David Lewis, « il est possible qu'il y ait des cygnes bleus, si et seulement si (= ssi), pour quelque monde M, il y a des cygnes bleus dans M. » « Dans M » fonctionne à peu près de la même manière que le modificateur « en Australie » : « tous les cygnes sont noirs en Australie » ; tous les cygnes sont en effet noirs, si l'on ne prend en compte que l'Australie. « Tous les cygnes sont bleus », si nous ne prenons en compte que le monde M où tous les cygnes sont bleus. Ces modificateurs agissent aussi pour les descriptions définies, les classes d'abstraits, de pluriel, de superlatifs, où ils sont implicitement utilisés. Ainsi, « celui qui a découvert l'Amérique » est celui qui fait partie du monde M et qui a découvert l'Amérique avant tous les autres membres du même monde M. Les modificateurs peuvent aussi restreindre les noms propres: en Amérique, Paris est (entre autres) une ville du Texas. Lorsqu'on applique les modificateurs aux mondes possibles, il s'agit, de même, de ne tenir compte que des choses faisant partie d'un domaine limité, par exemple tous les mondes M, M1, M2, Mn, où la « loi de la gravitation » est en vigueur.

## La vérité selon Kripke

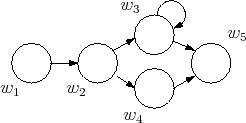
Exemple de cadre de Kripke. La relation d'accessibilité est une relation binaire entre deux mondes (notés W pour World).

Saul Kripke a défendu une théorie de la référence directe, en ce qui concerne la signification des noms propres, qui fait appel à la notion de mondes possibles et de désignateurs rigides. Selon lui, ces derniers n'ont pas de sens, parce que les sens n'offrent que des propositions contingentes sur les choses. Il utilise la théorie des mondes possibles pour ce faire.
Prenons par exemple le nom propre George W. Bush.
1. D'abord, l'expérience de pensée doit stipuler que George W. Bush est le nom utilisé pour décrire l'individu que nous avons, dans le monde réel, l'habitude de désigner ainsi ;
2. Ensuite, il faut imaginer d'autres états de faits possibles, ce que la réalité aurait pu être (par exemple, un monde possible, ou uchronie, dans lequel la Cour suprême ne lui aurait pas donné raison dans Bush v. Al Gore ; un autre monde possible où Bush n'aurait pas été admis à la Harvard Business School ; un autre dans lequel il aurait fait son service militaire au Vietnam ; un autre dans lequel il ne serait pas né, etc.).
3. Cela fait, il devient évident que la proposition « président des États-Unis en 2004 » ne décrit pas nécessairement George W. Bush, parce que ce n'est pas nécessairement vrai dans tous les mondes possibles. Cette proposition ne décrit donc George W. Bush que de façon contingente. Au contraire, le mot pomme décrirait le même objet dans tous les mondes possibles, en raison de notre première prémisse (d'utiliser le nom dans la signification courante que nous lui donnons).

Les termes vrais dans tous les mondes possibles sont ainsi des désignateurs rigides. On peut noter que cette approche s'oppose à celle de Leibniz, pour qui la notion complète d'une substance individuelle englobe tous ses prédicats, qu'ils soient de l'ordre des vérités contingentes ou des vérités essentielles. En d'autres termes, pour Leibniz, toutes les propriétés de l'individu sont « essentielles », et s'il est possible de dire que la proposition « président des États-Unis en 2004 » est contingente, au sens où il s'agit d'une vérité de fait, cette proposition est aussi nécessairement vraie, puisqu'il s'agit d'un prédicat inclus dans le sujet George W. Bush.

## Le réalisme modal de Lewis

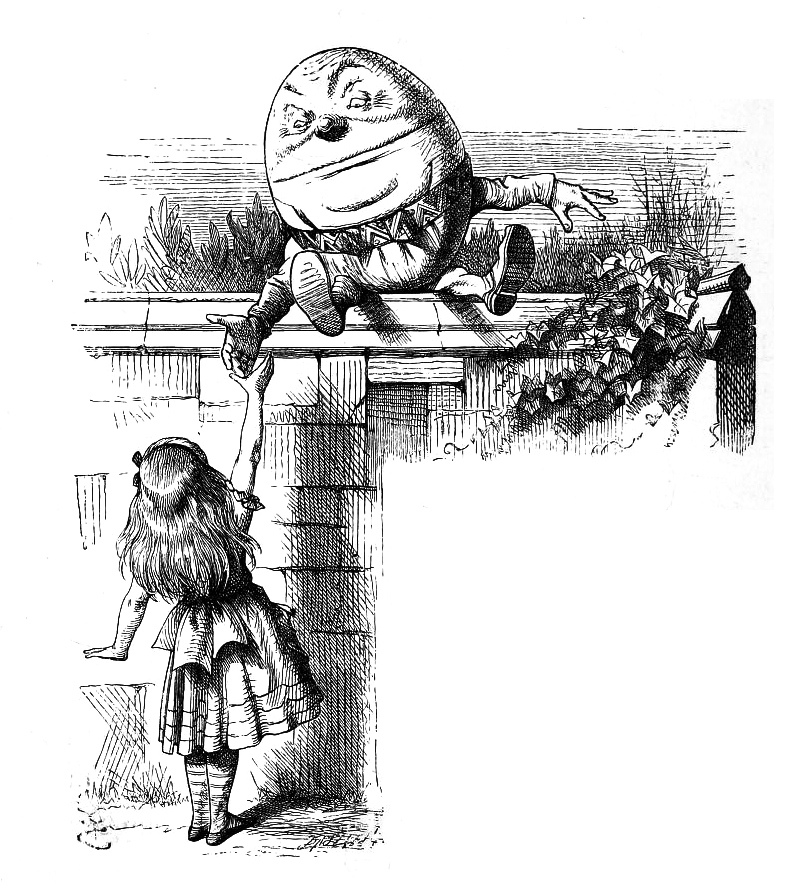
Humpty Dumpty (l'œuf Gros Coco) et Alice dans De l'autre côté du miroir de Lewis Carroll, mathématicien et écrivain.

Ainsi, selon le réalisme modal de David Lewis, les mondes possibles sont tout aussi réels et concrets que notre monde : certains ont, comme notre monde, des vaches, des chiens, de l'eau, etc. Mais dans certains de ces mondes-là, les vaches volent, et les pégases existent, tandis que dans d'autres, il y a un Léviathan, et dans un autre, Kennedy n'a pas été assassiné. Dans l'expérience de la Terre jumelle de Putnam, il y a un monde, le nôtre, où la formule chimique de l'eau est H2O, et un autre, identique par ailleurs à notre monde, où la formule chimique de l'eau est XYZ.
Notre monde, selon Lewis, est le monde actuel, mais celui-ci n'est qu'un possible parmi d'autres : il n'a pas de prééminence ontologique sur les autres. Autrement dit, le terme actuel n'a de sens qu'indexical (comme « ici » ou « maintenant »); ce n'est pas l'indicateur d'un statut ontologique particulier. Les mondes possibles sont néanmoins causalement séparés les uns les autres : ce qui se passe dans un monde n'interfère pas dans l'autre. De plus, chacun regroupe tout l'espace-temps: les mondes possibles ne sont pas loin ou reculés dans l'espace ou dans le temps, ils sont ailleurs, inaccessibles.
Ceci permet, par exemple, à Lewis de redéfinir la prédétermination. Ainsi, il est « nomologiquement nécessaire » que le frottement produise de la chaleur, c'est-à-dire qu'il produit de la chaleur dans tous les mondes qui obéissent aux mêmes lois scientifiques que le nôtre. Mais comme il est contingent que ce monde-ci soit le nôtre, « ce qui est nomologiquement nécessaire, est contingent ». À cette « restriction d'accessibilité nécessaire », on peut combiner une « restriction d'accessibilité historique »: dans tous les mondes qui correspondent parfaitement à notre monde, jusqu'à présent, les bifurcations conduisant à des divergences entre ces mondes n'opérant qu'ultérieurement, il est nécessaire, historiquement, que cet article soit partiellement écrit. On peut ainsi aborder le problème de la détermination, et ce que signifie le déterminisme du démon de Laplace, ou encore la causalité : « Il était prédéterminé, dès sa création, qu'Adam pécherait, si et seulement si, il pèche dans tous les mondes qui, à la fois, obéissent aux lois de notre monde et correspondent parfaitement à l'histoire de celui-ci depuis la création d'Adam ».
À partir de cette théorie, Lewis explique aussi ce que signifie la vérité, ou vraisemblance, d'une théorie scientifique : une théorie est d'autant plus vraie qu'elle est vraie dans des mondes possibles proches de nous. Il s'appuie ainsi sur le caractère délibérément faux d'une théorie lorsqu'elle opère une idéalisation simplificatrice. Par exemple, une théorie qui néglige le frottement est une fiction vraisemblable mais fausse. Mais « quand nous ajoutons que la fiction du plan sans frottement est proche de la vérité quant à ce qui se produit réellement sur le verglas c'est de la physique et c'est vrai... Une théorie idéalisée est une théorie dont on sait qu'elle est fausse dans notre monde, mais vraie dans les mondes considérés comme proches du nôtre. »

## Mondes possibles et mondes multiples
La théorie des mondes possibles est distincte de celle des mondes multiples présente dans la théorie d'Everett qui est une interprétation de la mécanique quantique, bien que leurs rapports soient sujets à débats[réf. nécessaire]. La théorie des mondes multiples tente en effet d'interpréter des événements indéterminés, en relation avec le problème de la mesure quantique. Par contraste, la théorie des mondes possibles est un essai d'interprétation des catégories modales. L'intrication quantique entre mondes multiples peut ainsi ne pas avoir de sens dans la sémantique des mondes possibles. De plus, selon la théorie quantique, tous les mondes multiples sont physiquement possibles, tandis qu'il peut y avoir, pour la sémantique des mondes possibles, des mondes physiquement impossibles mais logiquement possibles.

## Critique littéraire
La théorie des mondes possibles a aussi été utilisée en théorie de la littérature, par exemple par Marie-Laure Ryan (en), Lubomir Dolezel (en),Thomas Pavel, et Umberto Eco qui se sont intéressés, par ce moyen, à la notion de vérité littéraire, au statut de la fiction littéraire, et aux rapports entre les univers de fiction et la réalité. Pavel a ainsi contribué à lancer des questionnements sur les rapports entre ces univers et les univers de référence, sur l'ontologie des personnages et sur la valeur de vérité de la fiction.
En effet, contrairement à la philosophie analytique de Bertrand Russell qui considère les univers fictionnels comme des imitations dépourvues d'ontologie et d'existence propre, Pavel défend une position intégrationniste; c'est-à-dire, que les univers fictionnels ont leurs propres ontologies et une valeur de vérité qui appartiennent précisément aux mondes fictifs. La théorie des mondes possibles dans des études littéraires emploie des concepts de la logique des mondes possibles et les applique aux mondes fictifs. En particulier, cette théorie fournit un vocabulaire utile et un cadre conceptuel pour décrire de tels mondes. Cependant, un monde littéraire est un type spécifique de monde possible, tout à fait distinct des mondes possibles dans la logique.
Dans la fiction, des réalités, des perceptions et des objets non physiques peuvent coexister dans le même espace-temps.